# Liste von Synagogen in Leipzig
Die Liste von Synagogen in Leipzig nennt genutzte, umgewidmete und nicht mehr bestehende Synagogen in Leipzig, Sachsen.
Die meisten der Synagogen in Leipzig fielen den Bomben des Zweiten Weltkriegs zum Opfer oder wurden während der NS-Zeit profaniert. Im Leipziger Stadtgebiet besitzt als einzige heute noch die Brodyer Synagoge ihre ursprüngliche Funktion.
In der Pogromnacht am 9./10. November 1938 wurden die große Gemeindesynagoge, die Ez-Chaim-Synagoge sowie die Nebengebäude der Feierhalle auf dem Neuen Israelitischen Friedhof zerstört. Die intakte Feierhalle selbst wurde drei Monate später auf Betreiben der Stadtverwaltung abgebrochen.

## Liste
In der Liste sind die Namen abgegangener Sakralbauten kursiv gesetzt.
| Bild | Name                                             | Standort                                                     | Erbaut                                       | Architekten                                                                   | Besonderheiten |
| ---- | ------------------------------------------------ | ------------------------------------------------------------ | -------------------------------------------- | ----------------------------------------------------------------------------- | --- |
|      | Große Gemeindesynagoge („der Tempel“)            | ehemals Gottschedstraße 3, Ecke Zentralstraße                | 1854–1855 (zerstört am 9./10. November 1938) | Otto Simonson                                                                 | die liberale Synagoge war die erste und zugleich bedeutendste Synagoge Leipzigs; bedingt durch die Grundstücksform hatte die Synagoge einen trapezförmigen Grundriss; in der Nacht vom 9. zum 10. November 1938 wurde die Synagoge durch Brandstiftung zerstört, seit 2001 befindet sich an ihrem ehemaligen Standort ein Mahnmal, das den Grundriss nachzeichnet |
|      | Brodyer Synagoge                                 | Keilstraße 4                                                 | 1897–1898 1903–1904 (Umbau)                  | Georg Wünschmann (Bau des Doppelwohnhauses) Oscar Schade (Umbau zur Synagoge) | das als Doppelwohnhaus erbaute Gebäude Keilstraße 4/6 wurde auf Betreiben seines späteren Besitzers Friedrich Gutfreund für die Brodyer Synagoge umgestaltet und in den beiden unteren Geschossen mit einem Betsaal versehen; als Folge der Pogromnacht wurde die Synagoge profaniert und diente bis 1945 als Seifenfabrik; nach Erneuerung des Raumes diente sie wieder als Synagoge, 1993 Außen- und originalgetreue Innenerneuerung                                                                                             |
|      | Ez-Chaim-Synagoge                                | ehemals Apels Garten 4 (ursprünglich Otto-Schill-Straße 6–8) | 1922 (zerstört am 9./10. November 1938)      | Gustav Pflaume                                                                | größte orthodoxe Synagoge Sachsens; dank einer Stiftung des Leipziger Pelzhändlers Chaim Eitingon konnte der Talmud-Thora-Verein 1921 den Umbau der Turnhalle der Leipziger Turngemeinde in eine Synagoge beantragen, 1927 erfolgte der Umbau des ersten Obergeschosses des Nebengebäudes zu einem Wochentagsbetsaal, die Synagoge wurde in der Pogromnacht 1938 zerstört und die Mauerreste wenige Wochen später abgetragen |
|      | Ehemalige Beth-Jehuda-Synagoge                   | Färberstraße 11 (Hofgebäude)                                 | 1921 (Einbau der Synagoge)                   |                                                                               | in dem 1915 von Louise Ariowitsch erworbenen und mehrfach umgenutzten Gebäude befanden sich u. a. jüdische Gemeinderäume, 1921 wurde die Synagoge gegründet; nach den Verwüstungen der Pogromnacht schloss die Synagoge 1939, 1940–1943 wurde sie als Obdachlosenheim, danach als Judenhaus genutzt, 1946 fand in der Synagoge die erste Sederfeier nach dem Zweiten Weltkrieg statt, danach wurde das Haus jedoch nicht mehr als Synagoge genutzt. Das Gebäude sowie die ehemalige Mikwe für das rituelle Tauchbad sind erhalten. |
|      | Feierhalle auf dem Neuen Israelitischen Friedhof | ehemals Delitzscher Straße 224                               | 1926–1928 (abgebrochen 1939)                 | Wilhelm Haller                                                                | achsenbetonte Dreiflügelanlage, im zurückspringenden Mittelteil eine kuppelbekrönte hohe Feierhalle mit quadratischem Grundriss im Stil des Art déco; die Nebengebäude fielen den Brandanschlägen am 9. November 1938 zum Opfer, die Feierhalle blieb dabei unzerstört, unter dem Vorwand einer Gefährdung und der „Verunstaltung des Stadtbildes“ trieb die Stadtverwaltung die Bemühungen um einen Abriss voran, am 24. Februar 1939 wurde die Halle gesprengt                                                                   |

Daneben gab es in Leipzig noch die folgenden Synagogen und Bethäuser (alphabetisch nach Straßennamen):
- Bethaus in einem Wohngebäude, ehemals Aurelienstraße 14 (wegen Baufälligkeit abgerissen)
- Kolomea-Synagoge, ehemals Berliner Straße 4 (Kriegsverlust)
- Krakauer Synagoge, ehemals Berliner Straße 10 (Kriegsverlust)
- Brodyer Betschule, ehemals Brühl 71, Ritterstraße 24 (gegründet kurz nach 1763, nachgewiesen bis nach 1859, Kriegsverlust)
- Tiktiner Synagoge, ehemals Brühl 71 (gegründet 1850, Kriegsverlust)
- Betraum im Georgenhaus, ehemals Brühl 75/77 (eingerichtet im 18. Jahrhundert, aufgegeben 1871)
- Tifereth-Synagoge, ehemals Eberhardstraße 11 (heute Parkplatz nördlich des Hotels The Westin Leipzig, Kriegsverlust)
- Bikur-Cholim-Synagoge, Eisenbahnstraße 9, I. Etage (Gebäude erhalten)
- Ahwat-Thora-Synagoge, ehemals Färberstraße 6 (gegründet 1907, Kriegsverlust)
- Bochnia Synagoge, ehemals Gerberstraße 48/50 (Kriegsverlust)
- Jassyer Synagoge, ehemals Gerberstraße 48/50 (Kriegsverlust)
- Hindenburg-Synagoge (24er Synagoge), ehemals Humboldtstraße 24 (gegründet 1916/17, Kriegsverlust)
- Verein-Mischnajos-Synagoge, ehemals Humboldtstraße 24 (gegründet 1909, Kriegsverlust)
- orthodoxes Bethaus des Rabbiners Israel Friedmann, Eckhaus Leibnizstraße 24, Ecke Hinrichsenstraße (gegründet um 1900, Gebäude erhalten)
- Ohel-Jacob-Synagoge, ehemals Pfaffendorfer Straße 4 (gegründet 1922, Kriegsverlust)
- Breslauer Synagoge, ehemals Nikolaistraße im Werneckerschen Haus, nachgewiesen 1835
- Beth-Jacob-Schule, ehemals Reichsstraße 34, Paulinum der Universität Leipzig, Brühl 71, Brühl 35 (gegründet Ende des 18. Jahrhunderts, 1855 aufgegangen in die Große Gemeindesynagoge)
- Merkin-Synagoge, Ritterstraße 7 (gegründet 1830, Gebäude erhalten)
- Schaare-Zedek-Synagoge im Hofgebäude Gaststätte Schillerlaube, Schillerweg 31 (gegründet 1922, Gebäude erhalten)
- Lemberger Synagoge, ehemals Schützenstraße 7 (gegründet um 1830, Kriegsverlust)